# 김아선
김아선(1978년 ~)은 대한민국의 뮤지컬 배우다. 한양대학교 성악과를 졸업했으며 2001년 《오페라의 유령》 앙상블로 데뷔했다. 2006년 《미스 사이공》의 한국 초연에서 높은 경쟁률을 뚫고 주역으로 발탁되어 같은 해에 대구국제뮤지컬페스티벌 여자신인상을 수상했다.

## 경력
- 오페라의 유령(2001) - 앙상블
- 싱잉 인 더 레인(2003) - 앙상블
- 유린타운(2003) - 호프 클로드웰 역
- 지킬 앤 하이드(2004) - 엠마 역
- 지하철 1호선(2005) - 선녀 역
- 사운드 오브 뮤직(2006) - 마리아 역
- 미스 사이공(2006) - 킴 역
- 동물원(2006) - 연희 역
- 웨스트 사이드 스토리(2007) - 마리아 역
- 라스트 파이브 이어스(2008) - 캐시 역
- 선덕여왕(2010) - 천명 역
- 베로나의 두 신사(2010) - 실비아 역
- 삼총사(2010) - 콘스탄스 역
- 원효(2011) - 요석공주 역
- 잭 더 리퍼(2011) - 글로리아 역
- 삼총사(2011) - 콘스탄스 역
- 젊은 베르테르의 슬픔 (뮤지컬)(2012) - 롯데 역
- 삼총사(2013) - 밀라디 역

## 가족
유린타운 출연 당시 뮤지컬 배우 곽동욱을 알게 되어 결혼했다. 2011년 뮤지컬대상 남우주연상을 수상한 뮤지컬 배우 김우형은 김아선의 동생이다.